# Jedlie
Jedlie je přírodní rezervace v katastrálním území obce Uhrovské Podhradie v okrese Bánovce nad Bebravou v Trenčínském kraji na Slovensku. Území bylo vyhlášeno v roce 1974 a jeho rozloha je 1,42  hektaru. Předmětem ochrany je fytogeograficky významná lokalita tisu červeného (Taxus baccata) ve Strážovských vrších.